# Kanada az 1956. évi téli olimpiai játékokon
Kanada az olaszországi Cortina d’Ampezzóban megrendezett 1956. évi téli olimpiai játékok egyik részt vevő nemzete volt. Az országot az olimpián 7 sportágban 35 sportoló képviselte, akik összesen 3 érmet szereztek.

## Érmesek
| Érem  | Versenyző | Sportág     | Versenyszám  |
| ----- | --- | ----------- | ------------ |
| Ezüst | Frances Dafoe Norris Bowden | Műkorcsolya | Páros        |
| Bronz | Lucile Wheeler | Alpesisí    | Női lesiklás |
| Bronz | Nemzeti válogatott Denis Brodeur Keith Woodall Floyd Martin Howie Lee Art Hurst Jack McKenzie James Logan Paul Knox Donald Rope Byrle Klinck Bill Colvin Gerry Théberge Alfred Horne Charlie Brooker George Scholes Bob White Ken Laufman | Jégkorong   | Férfi        |

## Alpesisí
Férfi
| Versenyző      | Versenyszám      | 1. futam | 1. futam | 2. futam | 2. futam | Összesítés | Összesítés |
| Versenyző      | Versenyszám      | Idő      | Hely.    | Idő      | Hely.    | Idő        | Helyezés   |
| -------------- | ---------------- | -------- | -------- | -------- | -------- | ---------- | ---------- |
| André Bertrand | Lesiklás         |          |          |          |          | 3:31,2     | 25.        |
| André Bertrand | Műlesiklás       | 2:42,8   | 57.      | 2:20,0   | 30.      | 5:02,8     | 50.        |
| André Bertrand | Óriás-műlesiklás |          |          |          |          | 3:33,1     | 39.        |

Női
| Versenyző      | Versenyszám      | 1. futam | 1. futam | 2. futam | 2. futam | Összesítés | Összesítés |
| Versenyző      | Versenyszám      | Idő      | Hely.    | Idő      | Hely.    | Idő        | Helyezés   |
| -------------- | ---------------- | -------- | -------- | -------- | -------- | ---------- | ---------- |
| Anne Heggtveit | Lesiklás         |          |          |          |          | 1:53,2     | 22.*       |
| Anne Heggtveit | Műlesiklás       | 1:31,0   | 34.      | 1:07,5   | 20.      | 1:07,2     | 30.        |
| Anne Heggtveit | Óriás-műlesiklás |          |          |          |          | 2:05,3     | 29.        |
| Carlyn Kruger  | Lesiklás         |          |          |          |          | 1:53,2     | 22.*       |
| Carlyn Kruger  | Műlesiklás       | 1:14,7   | 30.      | 1:07,6   | 21.      | 2:22,3     | 23.        |
| Carlyn Kruger  | Óriás-műlesiklás |          |          |          |          | kizárták   | kizárták   |
| Ginette Seguin | Lesiklás         |          |          |          |          | 1:58,2     | 33.        |
| Ginette Seguin | Műlesiklás       | 1:05,6   | 22.      | 1:10,0   | 24.      | 2:15,6     | 18.*       |
| Ginette Seguin | Óriás-műlesiklás |          |          |          |          | 2:16,6     | 36.        |
| Lucile Wheeler | Lesiklás         |          |          |          |          | 1:45,9     |            |
| Lucile Wheeler | Műlesiklás       | 1:36,7   | 38.      | kizárták | kizárták | kiesett    | kiesett    |
| Lucile Wheeler | Óriás-műlesiklás |          |          |          |          | 1:58,6     | 6.         |

* - egy másik versenyzővel azonos eredményt ért el

## Északi összetett
| Versenyző     | Síugrás  | Síugrás  | Síugrás  | Síugrás  | Síugrás  | Síugrás  | Síugrás | Síugrás | Sífutás | Sífutás | Sífutás | Összesítés | Összesítés |
| Versenyző     | 1. ugrás | 1. ugrás | 2. ugrás | 2. ugrás | 3. ugrás | 3. ugrás | Össz.   | Össz.   | Sífutás | Sífutás | Sífutás | Összesítés | Összesítés |
| Versenyző     | Távolság | Pont     | Távolság | Pont     | Távolság | Pont     | Pont    | Hely.   | Idő     | Pont    | Hely.   | Pont       | Helyezés   |
| ------------- | -------- | -------- | -------- | -------- | -------- | -------- | ------- | ------- | ------- | ------- | ------- | ---------- | ---------- |
| Irvin Servold | 64,0     | 91,0     | 64,5     | 89,0     | 63,0     | (87,5)   | 180,0   | 31.     | 1:01:44 | 219,000 | 24.     | 399,000    | 27.        |

## Gyorskorcsolya
| Versenyző     | Versenyszám | Eredmény      | Helyezés      |
| ------------- | ----------- | ------------- | ------------- |
| Gordon Audley | 500 m       | 43,2          | 25.**         |
| Gordon Audley | 1500 m      | 2:26,1        | 53.           |
| Ralf Olin     | 500 m       | 44,1          | 36.           |
| Ralf Olin     | 1500 m      | 2:19,7        | 41.           |
| Ralf Olin     | 5000 m      | 8:30,5        | 33.           |
| Ralf Olin     | 10 000 m    | 17:59,2       | 31.           |
| Johnny Sands  | 500 m       | nem ért célba | nem ért célba |
| Johnny Sands  | 1500 m      | 2:20,7        | 45.           |

** - két másik versenyzővel azonos eredményt ért el

## Jégkorong
| Kanadai férfi jégkorongcsapat-játékoskeret                                                | Kanadai férfi jégkorongcsapat-játékoskeret                                         | Kanadai férfi jégkorongcsapat-játékoskeret                                  |
| ----------------------------------------------------------------------------------------- | ---------------------------------------------------------------------------------- | --------------------------------------------------------------------------- |
| - Denis Brodeur - Charlie Brooker - Bill Colvin - Alfred Horne - Art Hurst - Byrle Klinck | - Paul Knox - Ken Laufman - Howie Lee - James Logan - Floyd Martin - Jack McKenzie | - Donald Rope - George Scholes - Gerry Théberge - Keith Woodall - Bob White |

### Eredmények
Csoportkör
A csoport
| Csapat                | M | Gy | D | V | G+ | G– | Gk  | P |
| --------------------- | - | -- | - | - | -- | -- | --- | - |
| Kanada                | 3 | 3  | 0 | 0 | 30 | 1  | +29 | 6 |
| Egyesült Német Csapat | 3 | 1  | 1 | 1 | 9  | 6  | +3  | 3 |
| Olaszország           | 3 | 0  | 2 | 1 | 5  | 7  | –2  | 2 |
| Ausztria              | 3 | 0  | 1 | 2 | 2  | 32 | –30 | 1 |

| 1956. január 26. | Kanada (CAN) | 4 – 0 (2–0, 2–0, 0–0) | Egyesült Német Csapat | Cortina d’Ampezzo |

|  |  |  |  |  |
|  |  |  |  |  |
|  |  |  |  |  |
|  |  |  |  |  |

| 1956. január 27. | Kanada (CAN) | 23 – 0 (6–0, 11–0, 6–0) | Ausztria | Cortina d’Ampezzo |

|  |  |  |  |  |
|  |  |  |  |  |
|  |  |  |  |  |
|  |  |  |  |  |

| 1956. január 28. | Olaszország (ITA) | 1 – 3 (1–1, 0–0, 0–2) | Kanada | Cortina d’Ampezzo |

|  |  |  |  |  |
|  |  |  |  |  |
|  |  |  |  |  |
|  |  |  |  |  |

Döntő csoportkör
| 1956. január 30. | Kanada (CAN) | 6 – 3 (1–1, 3–2, 2–0) | Csehszlovákia | Cortina d’Ampezzo |

|  |  |  |  |  |
|  |  |  |  |  |
|  |  |  |  |  |
|  |  |  |  |  |

| 1956. január 31. | Egyesült Államok (USA) | 4 – 1 (2–0, 0–1, 2–0) | Kanada | Cortina d’Ampezzo |

|  |  |  |  |  |
|  |  |  |  |  |
|  |  |  |  |  |
|  |  |  |  |  |

| 1956. február 2. | Kanada (CAN) | 10 – 0 (1–0, 4–0, 5–0) | Egyesült Német Csapat | Cortina d’Ampezzo |

|  |  |  |  |  |
|  |  |  |  |  |
|  |  |  |  |  |
|  |  |  |  |  |

| 1956. február 3. | Kanada (CAN) | 6 – 2 (3–2, 1–0, 2–0) | Svédország | Cortina d’Ampezzo |

|  |  |  |  |  |
|  |  |  |  |  |
|  |  |  |  |  |
|  |  |  |  |  |

| 1956. február 4. | Szovjetunió (URS) | 2 – 0 (0–0, 1–0, 1–0) | Kanada | Cortina d’Ampezzo |

|  |  |  |  |  |
|  |  |  |  |  |
|  |  |  |  |  |
|  |  |  |  |  |

Végeredmény
| Csapat                | M | Gy | D | V | G+ | G– | Gk  | P  |
| --------------------- | - | -- | - | - | -- | -- | --- | -- |
| Szovjetunió           | 5 | 5  | 0 | 0 | 25 | 5  | +20 | 10 |
| Egyesült Államok      | 5 | 4  | 0 | 1 | 26 | 12 | +14 | 8  |
| Kanada                | 5 | 3  | 0 | 2 | 23 | 11 | +12 | 6  |
| Svédország            | 5 | 1  | 1 | 3 | 10 | 17 | –7  | 3  |
| Csehszlovákia         | 5 | 1  | 0 | 4 | 20 | 30 | –10 | 2  |
| Egyesült Német Csapat | 5 | 0  | 1 | 4 | 6  | 35 | –29 | 1  |

| Csapat | Helyezés |
| ------ | -------- |
| Kanada |          |

## Műkorcsolya
| Versenyző                   | Versenyszám  | Kötelező elemek   | Kötelező elemek | Kűr               | Kűr   | Összesítés                     | Összesítés                     | Összesítés                     | Összesítés                     | Összesítés                     | Összesítés                     | Összesítés                     | Összesítés                     | Összesítés                     | Összesítés                     | Összesítés                     | Összesítés        | Összesítés  | Összesítés | Összesítés |
| Versenyző                   | Versenyszám  | Kötelező elemek   | Kötelező elemek | Kűr               | Kűr   | Helyezési pontszámok bírónként | Helyezési pontszámok bírónként | Helyezési pontszámok bírónként | Helyezési pontszámok bírónként | Helyezési pontszámok bírónként | Helyezési pontszámok bírónként | Helyezési pontszámok bírónként | Helyezési pontszámok bírónként | Helyezési pontszámok bírónként | Helyezési pontszámok bírónként | Helyezési pontszámok bírónként | Több. hely. száma | Hely. össz. | Pont       | Helyezés   |
| Versenyző                   | Versenyszám  | Több. hely. száma | Hely.           | Több. hely. száma | Hely. | 1                              | 2                              | 3                              | 4                              | 5                              | 6                              | 7                              | 8                              | 9                              | 10                             | 11                             | Több. hely. száma | Hely. össz. | Pont       | Helyezés   |
| --------------------------- | ------------ | ----------------- | --------------- | ----------------- | ----- | ------------------------------ | ------------------------------ | ------------------------------ | ------------------------------ | ------------------------------ | ------------------------------ | ------------------------------ | ------------------------------ | ------------------------------ | ------------------------------ | ------------------------------ | ----------------- | ----------- | ---------- | ---------- |
| Charles Snelling            | Férfi egyéni | 6×9+              | 9.              | 6×6+              | 6.    | 8,0                            | 9,0                            | 6,0                            | 9,0                            | 8,0                            | 6,0                            | 7,0                            | 5,0                            | 9,0                            |                                |                                | 6×8+              | 67,0        | 1353,80    | 8.         |
| Carole Jane Pachl           | Női egyéni   | 7×7+              | 6.              | 7×8+              | 8.    | 5,0                            | 7,0                            | 3,0                            | 6,0                            | 5,0                            | 10,0                           | 8,0                            | 9,0                            | 8,0                            | 6,0                            | 6,0                            | 6×6+              | 73,0        | 1702,23    | 6.         |
| Ann Johnston                | Női egyéni   | 7×8+              | 7.              | 7×10+             | 10.   | 9,0                            | 11,0                           | 9,0                            | 8,0                            | 9,0                            | 6,0                            | 10,0                           | 7,0                            | 10,0                           | 8,0                            | 7,0                            | 8×9+              | 94,0        | 1678,20    | 9.         |
| Frances Dafoe Norris Bowden | Páros        |                   |                 |                   |       | 2,0                            | 2,0                            | 1,0                            | 2,0                            | 3,0                            | 1,0                            | 1,0                            | 3,0                            | 1,0                            |                                |                                | 7×2+              | 16,0        | 101,9      |            |
| Barbara Wagner Robert Paul  | Páros        |                   |                 |                   |       | 8,0                            | 8,5                            | 3,0                            | 7,0                            | 5,5                            | 6,0                            | 6,5                            | 4,0                            | 6,0                            |                                |                                | 5×6+              | 54,5        | 96,7       | 6.         |

## Sífutás
Férfi
| Versenyző        | Versenyszám | Eredmény | Helyezés |
| ---------------- | ----------- | -------- | -------- |
| Clarence Servold | 15 km       | 53:34    | 19.      |
| Clarence Servold | 30 km       | 2:00:01  | 37.      |
| Clarence Servold | 50 km       | 3:21:50  | 22.      |

## Síugrás
| Versenyző        | 1. ugrás | 1. ugrás | 1. ugrás | 2. ugrás | 2. ugrás | 2. ugrás | Összesítés | Összesítés |
| Versenyző        | Távolság | Pont     | Hely.    | Távolság | Pont     | Hely.    | Pont       | Helyezés   |
| ---------------- | -------- | -------- | -------- | -------- | -------- | -------- | ---------- | ---------- |
| Jacques Charland | 76,0     | 94,5     | 30.      | 73,0     | 93,5     | 27.*     | 188,0      | 27.        |

* - egy másik versenyzővel azonos eredményt ért el